# Floyd (Virginia)
Floyd es una localidad del Condado de Floyd, Virginia, Estados Unidos. Según el censo de 2000 tenía una población de 432 habitantes y una densidad de población de 362.6 hab/km².

## Demografía
Según el censo de 2000, había 432 personas, 238 hogares y 117 familias residiendo en la localidad. La densidad de población era de 362,6 hab./km². Había 264 viviendas con una densidad media de 221,6 viviendas/km². El 93,29% de los habitantes eran blancos, el 4,63% afroamericanos, el 0,23% asiáticos, el 0,23% isleños del Pacífico, el 0,69% de otras razas y el 0,93% pertenecía a dos o más razas. El 0,69% de la población eran hispanos o latinos de cualquier raza.
Según el censo, de los 238 hogares en el 18,5% había menores de 18 años, el 34,0% pertenecía a parejas casadas, el 12,6% tenía a una mujer como cabeza de familia y el 50,8% no eran familias. El 49,6% de los hogares estaba compuesto por un único individuo y el 31,1% pertenecía a alguien mayor de 65 años viviendo solo. El tamaño promedio de los hogares era de 1,82 personas y el de las familias de 2,57.
La población estaba distribuida en un 18,5% de habitantes menores de 18 años, un 4,6% entre 18 y 24 años, un 22,7% de 25 a 44, un 23,4% de 45 a 64 y un 30,8% de 65 años o mayores. La media de edad era 48 años. Por cada 100 mujeres había 70,8 hombres. Por cada 100 mujeres de 18 años o más, había 66,0 hombres.
Los ingresos medios por hogar en la localidad eran de 25.781 dólares ($) y los ingresos medios por familia eran 40.938 $. Los hombres tenían unos ingresos medios de 27.232 $ frente a los 19.464 $ para las mujeres. La renta per cápita para la ciudad era de 23.557 $. El 13,2% de la población y el 10,4% de las familias estaban por debajo del umbral de pobreza. El 7,5% de los menores de 18 años y el 16,9% de los habitantes de 65 años o más vivían por debajo del umbral de pobreza.

## Geografía
Según la Oficina del Censo de los Estados Unidos, la localidad tiene un área total de 1,2 km², todos ellos correspondientes a tierra firme.